# Henry Mutambikwa
Henry Tonderai Mutambikwa (ur. 3 czerwca 1976 w Zimbabwe) – zimbabwejski piłkarz, grający na pozycji napastnika, reprezentant Zimbabwe.

## Kariera piłkarska

### Kariera klubowa
Karierę piłkarską rozpoczął w miejscowym klubie CAPS United Harare, skąd w 1997 przeszedł do Dynamos Harare. Potem wyjechał za granicę, gdzie został piłkarzem Chełmianki Chełm. W sezonie 2000/01 występował najpierw w CWKS Resovia Rzeszów, a potem w Stali Rzeszów. W lipcu 2001 przeniósł się do lwowskich Karpat, ale po jednym występie powrócił do Polski, gdzie bronił barw klubu Świt Nowy Dwór Mazowiecki, a w rundzie wiosennej Stali Rzeszów. Potem występował w MTL Wanderers Blantyre.

### Kariera reprezentacyjna
Był kandydatem do reprezentacji Zimbabwe.

## Sukcesy i odznaczenia

### Sukcesy klubowe
- mistrz Zimbabwe: 1997